# قضیه هارتمن-گروبمن
در ریاضیات، در مطالعه سیستم‌های دینامیکی، قضیه هارتمن-گروبمن یا قضیه خطی‌سازی یک قضیه دربارهٔ رفتار موضعی سامانه‌های دینامیکی در همسایگی یک نقطه تعادل هذلولی‌وار است. این قضیه ادعا می‌کند که خطی‌سازی - ساده‌سازی طبیعی سیستم - در پیش‌بینی الگوهای کیفی رفتار مؤثر است. این قضیه نام خود را مدیون فیلیپ هارتمن و دیوید ام گروبمن می‌باشد.

## قضیه اصلی
سیستمی را در نظر بگیرید که در زمان با حالت {\displaystyle u(t)\in \mathbb {R} ^{n}} در حال تحول است، به طوری که معادله دیفرانسیل {\displaystyle du/dt=f(u)} را برای برخی از نگاشت‌های هموار {\displaystyle f:\mathbb {R} ^{n}\to \mathbb {R} ^{n}} ارضا می‌کند. فرض کنید نگاشت حالت تعادلی هذلولی‌وار {\displaystyle u^{*}\in \mathbb {R} ^{n}} دارد: به این معنا که، {\displaystyle f(u^{*})=0} و ماتریس ژاکوبی {\displaystyle A=[\partial f_{i}/\partial x_{j}]} از {\displaystyle f} در حالت {\displaystyle u^{*}} هیچ مقدارویژه‌ای با قسمت حقیقی برابر با صفر ندارد. سپس همسایگی {\displaystyle N} از تعادل {\displaystyle u^{*}} و یک همسان‌ریختی {\displaystyle h:N\to \mathbb {R} ^{n}} وجود دارد، به طوری که {\displaystyle h(u^{*})=0} و همچنین شار {\displaystyle du/dt=f(u)} در همسایگی {\displaystyle N} از طریق نگاشت پیوسته {\displaystyle U=h(u)} با شار خطی‌سازی آن {\displaystyle dU/dt=AU}، مزدوج توپولوژیکی است.
حتی برای نگاشت‌های بی‌نهایت مشتق‌پذیر {\displaystyle f} ، همسان‌ریختی {\displaystyle h} لازم نیست که هموار باشد، و نه حتی به صورت محلی لیپ‌شیتس. با این حال، به نظر می‌رسد پیوسته هولدر است، و یک توان وابسته به ثابت هذلولی‌وار {\displaystyle A} .
قضیه هارتمن - گروبمن به فضاهای نامتناهی باناخ، سیستم‌های ناخودگرد (به انگلیسی: non-autonomous) {\displaystyle du/dt=f(u,t)} (به‌طور بالقوه تصادفی) تعمیم یافته‌است، و بدین‌ترتیب تفاوت‌های توپولوژیکی که در حالت‌های مربوط به مقادیر ویژه صفر و نزدیک به صفر ایجاد می‌گردند نیز قابل تشخیص خواهند بود.

## مثال
سیستم دو بعدی را با متغیرهای در حال تحول {\displaystyle u=(y,z)} در نظر بگیرید. با توجه به جفت معادلات دیفرانسیل تزویج‌شده (به انگلیسی: coupled) است
{\displaystyle {\frac {dy}{dt}}=-3y+yz\quad } و {\displaystyle \quad {\frac {dz}{dt}}=z+y^{2}}
با محاسبه مستقیم می‌توان دریافت که تنها تعادل این سیستم در مبدأ، یعنی {\displaystyle u^{*}=0}  قرار دارد. تبدیل مختصات، {\displaystyle u=h^{-1}(U)} که {\displaystyle U=(Y,Z)}، به این صورت است:
{\displaystyle {\begin{aligned}y&\approx Y+YZ+{\dfrac {1}{42}}Y^{3}+{\dfrac {1}{2}}YZ^{2}\\[5pt]z&\approx Z-{\dfrac {1}{7}}Y^{2}-{\dfrac {1}{3}}Y^{2}Z\end{aligned}}}
نگاشت فوق، نگاشتی بین مختصات اصلی {\displaystyle u=(y,z)} و مختصات جدید {\displaystyle U=(Y,Z)} است که دست کم در نزدیکی نقطه تعادل واقع در مبدأ هموار می‌باشد. در مختصات جدید سیستم دینامیکی به حالت خطی‌شدگی خود تبدیل می‌گردد:
{\displaystyle {\frac {dY}{dt}}=-3Y\quad } و {\displaystyle \quad {\frac {dZ}{dt}}=Z}
یعنی یک نسخه اعوجاج یافته از حالت خطی‌شده، دینامیک اصلی را در یک همسایگی متناهی تولید می‌نماید.

## مطالعه بیشتر
- Irwin, Michael C. (2001). "Linearization". Smooth Dynamical Systems. World Scientific. pp. 109–142. ISBN 981-02-4599-8.
- Perko, Lawrence (2001). Differential Equations and Dynamical Systems (Third ed.). New York: Springer. pp. 119–127. ISBN 0-387-95116-4.
- Robinson, Clark (1995). Dynamical Systems: Stability, Symbolic Dynamics, and Chaos. Boca Raton: CRC Press. pp. 156–165. ISBN 0-8493-8493-1.